# Кошкаскели
Кошкаскели (груз. კოშკასყელი) — село в Грузии, в муниципалитете Душети края Мцхета-Мтианети. 

## География
Село расположено в центральной части края, в 11 километрах по прямой к юго-востоку от центра муниципалитета Душети. Высота центра — 1120 метров над уровнем моря.

## Население
По данным переписи населения 2014 года, в селе проживало 2 человека.
| Год  | Население |
| ---- | --------- |
| 2002 | 6         |
| 2014 | 2         |